# Comuna Iasnozirea, Vinkivți
Iasnozirea (în ucraineană Яснозір'я) este o comună în raionul Vinkivți, regiunea Hmelnîțkîi, Ucraina, formată din satele Fașciivka, Iasnozirea (reședința) și Vîselok.

## Demografie
Componența lingvistică a comunei Iasnozirea
     Ucraineană (99,52%)
     Alte limbi (0,48%)
Conform recensământului din 2001, majoritatea populației comunei Iasnozirea era vorbitoare de ucraineană (99,52%), existând în minoritate și vorbitori de alte limbi.